# Janusz Zalewski
Janusz Rajmund Zalewski (15 de agosto de 1903 - 6 de agosto de 1944) foi um marinheiro polaco. Ele competiu nos 6 metros mistos nos Jogos Olímpicos de Verão de 1936. Zalewski foi ferido durante a Revolta de Varsóvia e foi morto durante as represálias pela revolta.

## Vida pessoal
Zalewski serviu na Revolta de Varsóvia como parte do Exército de Resistência Polaco durante a Segunda Guerra Mundial. Ele foi ferido no dia 1 de agosto enquanto atacava depósitos de abastecimento alemães, e foi enviado para recuperar num hospital em Wola. Ele foi morto no dia 6 de agosto por soldados alemães durante o massacre de Wola.